# Nepticulidae
Nepticulidae es una familia de polillas muy pequeñas distribuidas en toda la Tierra. Su característica más destacada es su medida pequeña, que las convierten en los "microlepidópteros" más reducidos; algunas de las especies de este género no superan el milímetro de longitud en reposo. En general tienen una envergadura de 3,5 a 10 mm (milímetros). La mayoría son minadores de hojas.
Se conocen fósiles del Cretácico medio, alrededor de 97 000 000 (noventa y siete millones) de años, especialmente de los géneros Stigmella y Ectoedemia (Labandeira et al., 1994; Grimaldi and Engel, 2005: 52).